# Lodewijk Huygens

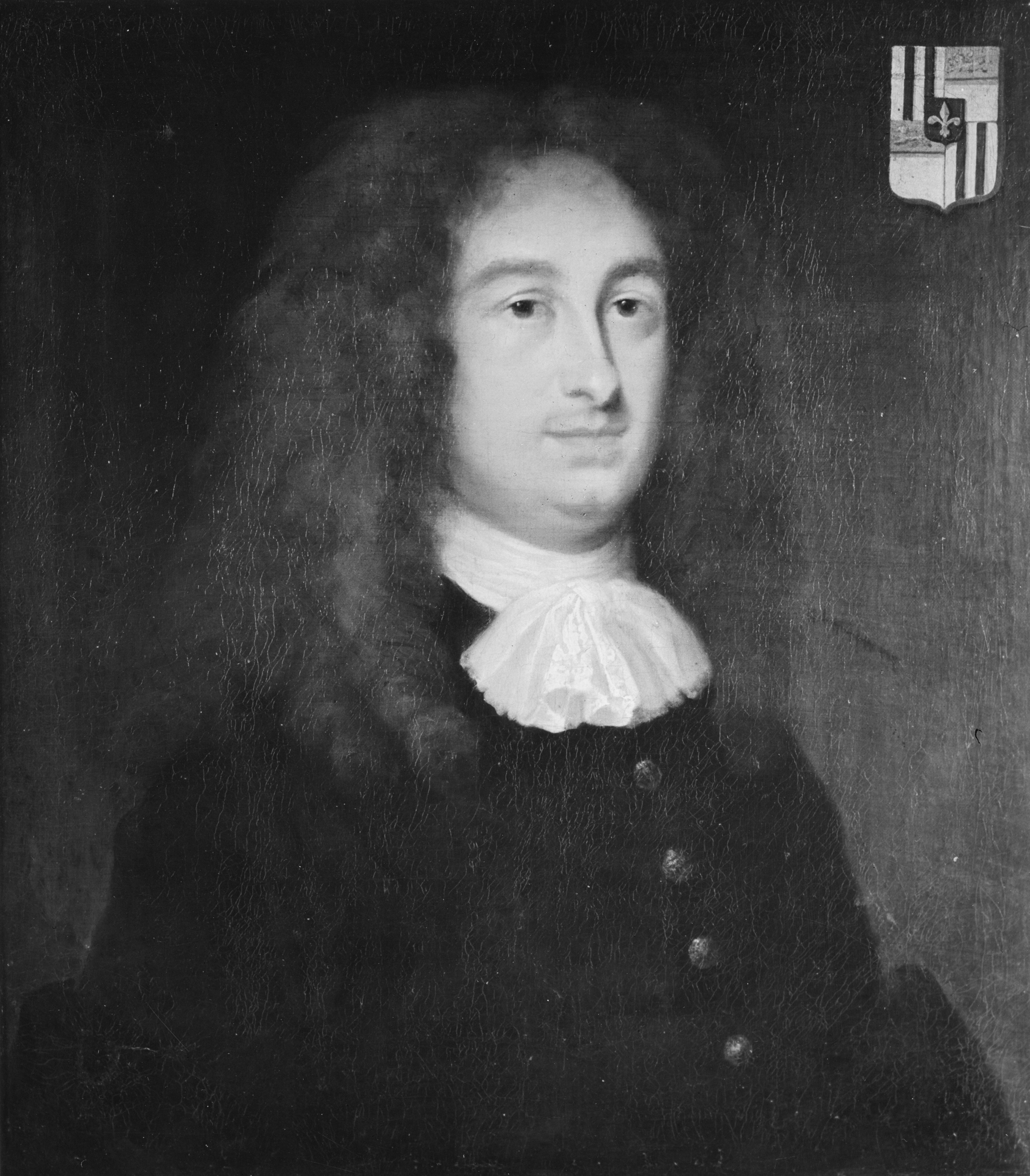
Lodewijk Huygens (anoniem portret), 1674

Lodewijk Huygens (13 maart 1631 – 30 juni 1699) is de derde zoon van Constantijn Huygens en Susanna van Baerle. Evenals zijn broers Constantijn jr., Christiaan en Philips werd hij opgeleid voor een diplomatieke functie.

## Biografie
Hij studeerde rechten te Leiden en aan het Oranjecollege te Breda. Hij nam deel aan diplomatieke missies naar Londen (1651–1652) en Madrid (1661–1662). In 1672 werd hij door stadhouder Willem III van Oranje benoemd tot drost van Gorinchem. In deze functie maakte hij zich niet geliefd bij de plaatselijke bevolking door hogere belastingen te eisen. Hij werd daarom aangeklaagd wegens corruptie en uiteindelijk uit zijn functie gezet. Hij kreeg daarna een functie bij de Admiraliteit van Rotterdam.
Lodewijk trouwde in 1674 met Jacoba Teding van Berkhout. Ze kregen acht kinderen, van wie er vijf al zeer jong overleden.